# Manabu Watanabe
Manabu Watanabe (japanisch 渡部 学 Watanabe Manabu; * 5. Oktober 1986 in der Präfektur Osaka) ist ein ehemaliger japanischer Fußballspieler.

## Karriere
Watanabe erlernte das Fußballspielen in der Jugendmannschaft von Gamba Osaka. Seinen ersten Vertrag unterschrieb er 2005 bei Mito HollyHock. Der Verein spielte in der zweithöchsten Liga des Landes, der J2 League. Für den Verein absolvierte er zwei Ligaspiele. Danach spielte er bei Fukushima United FC und YSCC Yokohama. Ende 2013 beendete er seine Karriere als Fußballspieler.